# Amtsgericht Neustadt an der Orla
Das Amtsgericht Neustadt an der Orla (bis 1879 Justizamt Neustadt an der Orla) war ein von 1850 bis 1952 bestehendes Gericht der ordentlichen Gerichtsbarkeit mit Sitz in der thüringischen Stadt Neustadt an der Orla.

## Geschichte
In der Folge der Revolution von 1848 kam es auch im Großherzogtum Sachsen-Weimar-Eisenach zu einer Reform des Staatsaufbaus. So wurden 1850 die bisherigen Ämter aufgehoben und durch Bezirksdirektionen, Justizämter und Rechnungsämter ersetzt, außerdem wurde die Patrimonialgerichtsbarkeit abgeschafft. Für den größten Teil des vorherigen Amtes Neustadt an der Orla, den Gemeinden Alsmannsdorf, Arnshaugk, Börthen, Breitenhain, Bucha, Burgwitz, Daumitsch, Döbritz, Dreba, Dreitzsch, Grobengereuth, Keila, Kleina, Kleindembach, Knau, Kolba (mit Positz), Kospoda (mit Meilitz), Köstitz, Langendembach, Laskau, Lausnitz, Lichtenau, Linda, Moderwitz, Molbitz (mit Döhlen), Neudeck (mit Plothen), Neunhofen, Neustadt an der Orla (mit Sachsenburg), Nimritz, Oberoppurg, Oppurg, Posen, Quaschwitz, Rehmen, Rosendorf, Schmieritz, Schöndorf, Solkwitz, Stanau, Steinbrücken, Strößwitz, Tausa, Volkmannsdorf, Weira und Weltwitz, wurde als Untergericht das Justizamt Neustadt an der Orla geschaffen.
Am 1. Juli 1879 vergrößerte sich der Neustädter Gerichtssprengel noch um die Orte Burkersdorf, Pillingsdorf und Zwackau von der aufgehobenen Justizamtskommission Triptis des Justizamtes Auma.
Anlässlich des Inkrafttretens des Gerichtsverfassungsgesetzes am 1. Oktober 1879 wandelte man das Justizamt in ein Amtsgericht um, das dem gleichzeitig errichteten Landgericht Gera untergeordnet wurde. Der Bezirk des Amtsgerichts Neustadt an der Orla war deckungsgleich mit dem des vorherigen Justizamtes.
Die nach der Bildung des Landes Thüringen nötig gewordene Justizreform führte zu einem kompletten Neuzuschnitt des Neustädter Amtsgerichtsbezirkes. So wurde das Amtsgericht Auma zu einer Abteilung des AG Neustadt an der Orla, bestehend aus den Orten Auma, Braunsdorf, Forstwolfersdorf, Gütterlitz, Köthnitz, Leubsdorf (mit Lemnitz u. Tömmelsdorf), Tischendorf, Uhlersdorf, Untendorf, Wöhlsdorf (mit Wiebelsdorf u. Pfersdorf) und Wüstenwetzdorf. Des Weiteren konnten die ebenfalls bislang zum AG Auma zählenden Ortschaften Birkhausen, Geheege, Geroda, Hasla, Kopitzsch, Miesitz, Mittelpöllnitz, Ottmannsdorf, Schönborn, Schwarzbach, Traun, Triptis (mit Oberpöllnitz u. Döblitz) und Wittchenstein direkt eingegliedert werden. Dagegen mussten die Gemeinden Bucha, Dreba, Knau, Neudeck mit Plothen, Posen, Schöndorf, Tausa und Volkmannsdorf an das Amtsgericht Schleiz sowie Daumitsch, Döbritz, Grobengereuth, Keila, Kleindembach, Kolba, Langendembach, Laskau, Nimritz, Oberoppurg, Oppurg, Rehmen und Solkwitz an das Amtsgericht Pößneck abgegeben werden.
Am 1. Januar 1927 wurde die seit 1. April 1926 um die Gemeindebezirke Birkhausen, Chursdorf, Döblitz, Geheege, Geroda, Krölpa, Mittelpöllnitz, Moßbach, Muntscha, Oberpöllnitz und Triptis erweiterte Abteilung Auma wieder ein eigenständiges Amtsgericht.
Nachdem am 1. Oktober 1949 erneut der größte Teil des nun endgültig aufgelösten Amtsgerichtes Auma zugelegt werden konnte, erfolgte am 1. Januar 1952 die Aufhebung des Amtsgerichts Neustadt an der Orla, sein Bezirk kam zum Amtsgericht Gera.